# توماس فرنسيس ميرفي (ممثل)
توماس فرنسيس ميرفي (بالإنجليزية: Thomas Francis Murphy)‏ هو ممثل أمريكي، ولد في القرن 20 في دايتون في الولايات المتحدة.

## أعمال

### أفلام
- (2013) عبد لاثني عشر عاما[1][2]
- (2014) 13 خطيئة[3]
- (2015) التركيز[4][5][6]
- (2015) تيرميناتور جنسايس[7][4][8][9]
- (2015) زيبر

### مسلسلات
- الموتى السائرون

## وصلات خارجية
- توماس ميرفي على موقع IMDb (الإنجليزية)
- توماس ميرفي على موقع ألو سيني (الفرنسية)
- توماس ميرفي على موقع أول موفي (الإنجليزية)
- توماس ميرفي على موقع قاعدة بيانات الفيلم (الإنجليزية)